# 19-и февруари
„19-и февруари“ е улица в Центъра на град София, България.
Тя е пешеходна улица, свързваща булевард „Цар Освободител“ с улица „Московска“, като пресича улиците „Шипка“ и „Оборище“. В северната си част ограничава от изток площад „Свети Александър Невски“, а в южната отделя сградата на Народното събрание от градината „Свети Климент Охридски“.

## Обекти
- Галерия „Квадрат 500“ (№ 1)